# 약시
약시(弱視, 영어: lazy eye, amblyopia)는 특별한 원인이나 징후가 발견되지 않는데 한쪽 또는 양쪽 눈의 시력이 낮게 나타나는 증상을 보이는 시각계통의 질병이다. 전체 인구 중 약 1~5%에서 발견된다.
이 질환은 특정한 원인에 의해 시신경을 통한 정상적인 시각 자극 전달에 문제가 생기면서 특정 시기 혹은 유아 시기에 시력이 매우 낮거나 흐릿하게 나타나는 증상을 보인다. 일반적으로 한 쪽 눈에만 나타나지만, 경우에 따라 양쪽 눈에서 모두 발견될 수도 있다. 유아 시기에 발병한 경우 조기에 발견될수록 치료 가능성이 높아진다.

## 분류
약시는 유아 시기에 유전성 백내장이나 사시, 부동시(좌우에 차이가 있는 근시나 원시), 한쪽 또는 양쪽에 나타난 난시 등으로 인해 시력이 상실되면서 발생할 수 있다.

### 사시성 약시
사시는 양쪽 눈의 시선이 비정상적으로 일치하지 않는 증상을 말한다. 이 경우에도 주로 사용하는 눈으로는 정상적으로 사물을 볼 수 있으나, 좌우 눈을 통해 들어오는 사물의 상이 불일치함으로 인해 시야의 왜곡이 발생할 수 있다. 사시가 성인기에 발병할 경우 두 눈이 한 지점에 초점을 맞추지 못하여 사물이 두 개로 보이는 복시가 나타날 수 있다. 반면 유아의 뇌는 성인에 비해 신경가소성이 높아 사시가 발병하더라도 다른 한쪽 눈으로부터 전달되는 시각 정보가 자연스럽게 억제되어 복시가 나타나지 않는다. 그러나 이 때문에 대뇌의 시각 정보를 처리하는 부분이 고르게 발달하지 못하면서 약시가 나타날 수 있다. 약시의 원인이 되는 사시는 그 원인 및 심각도에 따라 외과적 또는 비외과적 방법으로 치료가 가능하다.
사시성 약시는 안경을 착용해 원시 등의 굴절이상을 교정하는 방법이나 안대를 착용해 약시가 있는 눈을 많이 사용하게 하는 차안법, 아트로핀 투여 등으로 치료한다. 아트로핀 방울을 약시가 있는 안구에 넣으면 일시적으로 동공이 확대, 정상적인 눈이 흐릿하게 보이게 되면서 약시가 있는 눈을 주로 사용하게 하는 효과가 있다. 이것은 안대를 착용했을 때의 불편함을 제거할 수 있다는 장점이 있지만 약물을 사용한다는 점에서 좀더 주의를 필요로 한다.

### 굴절이상 또는 부동시성 약시
굴절이상 약시는 부동시에 의해 유발될 수 있다. 부동시는 두 눈의 굴절도가 다를 때 나타난다. 이 경우, 뇌에 더 선명한 시각 정보를 전달하는 쪽의 눈(20/20에 더 가까운 쪽)이 주로 사용하는 눈이 되며 다른 쪽 눈은 흐릿하게 보이게 되는데, 이 때문에 시력이 제대로 발달하지 못하는 현상이 발생한다. 굴절이상 약시는 일반적으로 사시성 약시보다는 덜 심각하며, 사시와 같이 뚜렷이 드러나는 증상이 거의 없기 때문에 1차 진료기관에서는 발견되지 않는 경우가 많다. 약시는 부동시 및 사시와 함께 발견되는 경우가 많다.
양쪽 눈의 기능이 모두 유지되고 있는 경우, 사시성 약시에 비해서 나이가 든 후에도 치료가 용이하다.
순수한 굴절이상 약시는 보정 렌즈의 착용이나 안대나 약물을 사용한 차안법으로 교정될 수 있다.
날줄 약시(meridional amblyopia) 또는 경선 약시는 특정 방향의 선이 덜 선명하게 보이는 증상이다.

### 폐용성 약시
폐용성 약시는 백내장이나 각막에 생긴 상처 등으로 인해 시야가 불투명해졌을 때 나타날 수 있다. 시야가 불투명해지면 눈에 충분한 자극이 전달되지 않아 시력 발달에 장애가 생기며, 치료가 지연될 경우 시야를 제한했던 원인을 제거한 후에도 영구적으로 약시가 나타날 수 있다. 때로는 눈꺼풀이 쳐지는 하수증 등 눈꺼풀에 의한 안구의 폐색 내지는 시야의 방해로 인해 유아에게서 약시가 급성으로 진전되는 현상이 발견되기도 한다. 혈관종이 발생해 시야를 제한하면서 합병증으로서 약시가 나타날 수도 있으며, 이 또한 폐용성 약시에 속한다.